# Cheumatopsyche chekiangensis
Cheumatopsyche chekiangensis är en nattsländeart som beskrevs av Schmid 1965. Cheumatopsyche chekiangensis ingår i släktet Cheumatopsyche och familjen ryssjenattsländor. Inga underarter finns listade i Catalogue of Life.